# Мавзолей в Барде
Мавзолей в Барде (азерб. Bərdə türbəsi), известный также как Тюрбе «Аллах-Аллах» (азерб. «Allah-Allah» türbəsi) — мавзолей, расположенный в городе Барда в Азербайджане. Состоит из подземной усыпальницы и внутренней камеры в виде десятигранника с выходами.

## История мавзолея
Мавзолей был построен в 1322 году зодчим Ахмедом сыном Хафиз Эйюба, архитектора Нахичеванского.
Памятник был описан востоковедом Б. А. Дорном во время его путешествия по Кавказу в 1861 году. Востоковед отмечал наличие куфических надписей, выведенных на основном фасаде синей глазурью на красном кирпичном фоне, а также наличие арабской надписи обыкновенным почерком над входом в мавзолей. Одновременно был сделан рисунок памятника «для потомства», так как Дорн предрекал ему неминуемую гибель «от невежества соседних жителей, берущих кирпичи из-под его основания».
После советизации Азербайджана надгробия монумента были разрушены, а часть надписей на арабском алфавите стерта. Ворота мавзолея, который долгое время оставался без присмотра, были разрушены, сам мавзолей пришёл в негодность, деревья во дворе высохли или были вырублены. Значительная часть территории памятника была захвачена отдельными лицами и использовалась в различных целях.
В 2011 году в связи с начатыми восстановительными работами в Бардинском районе по указанию президента Азербайджана Ильхама Алиева в повестку дня был внесён ремонт мавзолея. Государственной службой по охране, развитию и реставрации культурного наследия при Министерстве культуры и туризма были начаты реставрационные работы в мавзолее. В марте 2015 года с работами, проводимыми в мавзолее, ознакомился сам Алиев.

## Архитектура

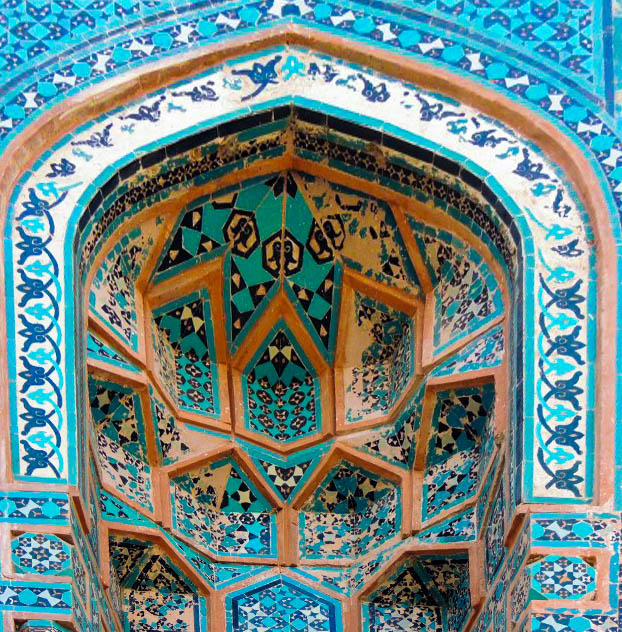
Часть портала мавзолея

Мавзолей представляет собой цилиндрическую башню высотой 14 м. Венчающая часть башни не сохранилась. Диаметр башни — 10 м. На южном портале мавзолея имеется надпись, определяющая дату постройки: «В шаввале года второго и двадцатого и семисотого» (то есть 722 года хиджры или 1322 год). Надпись на северном портале сообщает имя зодчего: «Работа Ахмеда сына Хафиза Эйюба, архитектора Нахичеванского».
В мавзолей ведут два входа, ориентированных по меридиану (север — юг). Усыпальница имеет один вход с севера. Сложен мавзолей из кирпича. Облицовка значительной части башни выполнена из глазурованных кирпичей зеленовато-голубого цвета и из обычного красного кирпича хорошего качества. Глазурные кирпичи поставлены вертикально, а обычные горизонтально, вследствие чего вся поверхность башни покрыта повторяющимся словом «Аллах», повернутым под углом 45 градусов. Слово «Аллах» повторяется свыше 200 раз.
Верхний фриз мавзолея составлен из четырёх поясов. Два нижних пояса и один верхний покрыты орнаментом, а расположенный между ними четвёртый широкий пояс несёт надпись. Входы в мавзолей с севера и с юга подчёркнуты порталами, которые чётко выделяются на общем гладком фоне башни. Северный вход мавзолея акцентирован более богатой отделкой и выступает из тела башни на 30 см.

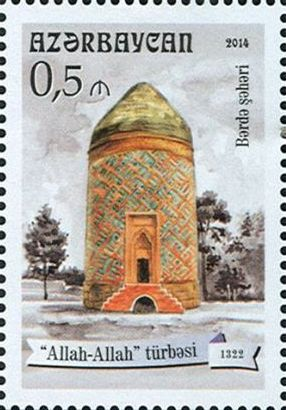
Почтовая марка Азербайджана, 2014

Профили портала, сталактиты, архивольты и тимпаны украшены орнаментом геометрического и растительного характера, вырезанным и выточенным из больших кусков обожженных плит, которые покрыты глазурью в соответствии с рисунком и шаблонами. Интерьер наземной и подземной частей в плане решён разным образом. При внешней цилиндрической форме внутри план наземной части только в основании имеет окружность. На высоте одиннадцатого ряда кирпичной кладки цилиндр переходит в десятигранник с нишей в каждой из его граней. Ниши заканчиваются стрельчатыми арками. Над арками десятигранник вновь переходит в цилиндр, и посредством трёх рядов нависающих сталактитов диаметр внутреннего кольца суживается на один метр.
Наличие в верхней части башни следов двух стенок с фасадной и с внутренней сторон дает основание полагать, что сооружение имело двойное покрытие. Этим объясняется уменьшение внутреннего диаметра. Усыпальница в плане крестообразная и была перекрыта центральной части куполом, а по концам «креста» — сводами. Решение подземной части в форме разноконечного креста встречается как в мавзолеях Азербайджана, так и в Средней Азии.
Купол, перекрывавший центральную часть «креста», не сохранился, остались только паруса. Своды боковых концов, по форме стрельчатые, срезаны в верхней замковой части и образуют плоские плафоны, выложенные бирюзовыми и обычными кирпичами. Рисунок плафона в каждом из четырёх сводов отличный. Сохранившиеся остатки стен и парусов центрального купола позволяют предполагать, что стены и купол были также облицованы поливными кирпичами.